# Снайдер, Дэна
Дэна Снайдер — (англ. Dana Snyder, род. 14 ноября 1973) — американский актёр озвучивания и театра, подкастер.

## Биография
Озвучивал роль дедушки Патрика Стара в «Шоу Патрика Стара». Также имеет схожую внешность с Тоддом из «Призрак и Молли Макги», более известным как призрак Скрэтч. Играл в бурлеске.
Вёл подкаст Drunk on Disney вместе с Гайем Хатчинсоном.
Озвучивал Мастера Шейка в «Команда Фастфуд». Заявлял что трио олицетворяют тот факт что в жизни нет чистых концовок. Планировалось создание его собственного шоу с Энди Сайпсом в 2010 году. Имеет канал на YouTube и отличается немного эгоманьячным, но типичным поведением на своем канале.
Широко известен как актёр озвучивания второго плана в мультсериале «Супертюряга», где озвучивал Пиди. Данный мультсериал был вдохновлен андерграундом и детскими рисунками.
Влияет на его биографию и жизнь Зеро Мостела, в постановках по творчеству которого играл Дэна.